# Campionati mondiali juniores di sci alpino 2021
I Campionati mondiali juniores di sci alpino 2021, 40ª edizione della manifestazione organizzata dalla Federazione Internazionale Sci, si sono tenuti a Bansko, in Bulgaria, dal 3 al 10 marzo. Il programma ha incluso gare di supergigante, slalom gigante e slalom speciale, tutte sia maschili sia femminili.

## Risultati

### Uomini

#### Supergigante
| Pos. | Atleta            | Nazione     | Tempo |
| ---- | ----------------- | ----------- | ----- |
| 1    | Giovanni Franzoni | Italia      | 49,70 |
| 2    | Lukas Feurstein   | Austria     | 49,74 |
| 3    | Gaël Zulauf       | Svizzera    | 49,75 |
| 4    | Kaspar Kindem     | Norvegia    | 49,82 |
| 5    | Guerlain Favre    | Francia     | 49,87 |
| 6    | Philipp Lackner   | Austria     | 50,05 |
| 7    | Rok Ažnoh         | Slovenia    | 50,25 |
| 8    | Turo Torvinen     | Finlandia   | 50,44 |
| 9    | Isaiah Nelson     | Stati Uniti | 50,49 |
| 10   | Joel Lütolf       | Svizzera    | 50,54 |

Data: 3 marzo

Ore: 11.00 (UTC+2)

Partenza: 2 065 m s.l.m.

Arrivo: 1 615 m s.l.m.

Lunghezza: 1 243 m

Dislivello: 450 m

Porte: 28

Tracciatore: Franz Heinzer (Svizzera)

#### Slalom gigante
| Pos. | Atleta            | Nazione     | Tempo   |
| ---- | ----------------- | ----------- | ------- |
| 1    | Lukas Feurstein   | Austria     | 1:45,33 |
| 2    | Giovanni Franzoni | Italia      | 1:46,05 |
| 3    | Kaspar Kindem     | Norvegia    | 1:46,22 |
| 4    | Simon Luca Wolf   | Germania    | 1:46,60 |
| 5    | Fadri Janutin     | Svizzera    | 1:46,67 |
| 6    | Joshua Sturm      | Austria     | 1:46,93 |
| 7    | Isaiah Nelson     | Stati Uniti | 1:47,10 |
| 8    | William Hansson   | Svezia      | 1:47,31 |
| 9    | Diego Orecchioni  | Francia     | 1:47,33 |
| 10   | Armin Dornauer    | Austria     | 1:47,45 |

Data: 4 marzo

Partenza: 1 950 m s.l.m.

Arrivo: 1 610 m s.l.m.

Dislivello: 340 m

1ª manche:

Ore: 9.00(UTC+2)

Porte: 39

Tracciatore: Tim Jitloff (Germania)

2ª manche:

Ore: 12.00 (UTC+2)

Porte: 39

Tracciatore: Magnus Larsson (Svezia)

#### Slalom speciale
| Pos. | Atleta           | Nazione     | Tempo   |
| ---- | ---------------- | ----------- | ------- |
| 1    | Benjamin Ritchie | Stati Uniti | 1:40,36 |
| 2    | Fadri Janutin    | Svizzera    | 1:40,84 |
| 3    | Joshua Sturm     | Austria     | 1:41,06 |
| 4    | Kaspar Kindem    | Norvegia    | 1:41,52 |
| 5    | Joel Lütolf      | Svizzera    | 1:41,63 |
| 6    | Lukas Feurstein  | Austria     | 1:41,88 |
| 7    | Armin Dornauer   | Austria     | 1:42,06 |
| 8    | Dominik Zerhoch  | Germania    | 1:42,73 |
| 9    | Tormis Laine     | Estonia     | 1:43,44 |
| 10   | Adam Hofstedt    | Svezia      | 1:43,66 |

Data: 5 marzo

Partenza: 1 810 m s.l.m.

Arrivo: 1 610 m s.l.m.

Dislivello: 200 m

1ª manche:

Ore: 9.00 (UTC+2)

Porte: 63

Tracciatore: Sasha Rearick (Stati Uniti)

2ª manche:

Ore: 11.30 (UTC+2)

Porte: 65

Tracciatore: Massimo Carca (Italia)

### Donne

#### Supergigante
| Pos. | Atleta                | Nazione   | Tempo |
| ---- | --------------------- | --------- | ----- |
| 1    | Lena Wechner          | Austria   | 53,32 |
| 2    | Magdalena Kappaurer   | Austria   | 53,56 |
| 3    | Magdalena Egger       | Austria   | 53,69 |
| 4    | Hanna Aronsson Elfman | Svezia    | 54,07 |
| 5    | Delia Durrer          | Svizzera  | 54,29 |
| 6    | Ilaria Ghisalberti    | Italia    | 54,35 |
| 7    | Neja Dvornik          | Slovenia  | 54,40 |
| 8    | Erika Pykäläinen      | Finlandia | 54,66 |
| 9    | Marte Monsen          | Norvegia  | 54,83 |
| 10   | Nadine Kapfer         | Germania  | 54,85 |

Data: 8 marzo

Ore: 11.00 (UTC+2)

Partenza: 2 065 m s.l.m.

Arrivo: 1 615 m s.l.m.

Lunghezza: 1 243 m

Dislivello: 450 m

Porte: 29

Tracciatore: Mario Scheiber (Austria)

#### Slalom gigante
| Pos. | Atleta                    | Nazione   | Tempo   |
| ---- | ------------------------- | --------- | ------- |
| 1    | Hanna Aronsson Elfman     | Svezia    | 1:46,54 |
| 2    | Marte Monsen              | Norvegia  | 1:47,29 |
| 3    | Neja Dvornik              | Slovenia  | 1:47,42 |
| 4    | Sara Rask                 | Svezia    | 1:47,51 |
| 5    | Elena Sandulli            | Italia    | 1:47,76 |
| 6    | Lisa Marie Loipetssperger | Germania  | 1:48,04 |
| 7    | Moa Boström Müssener      | Svezia    | 1:48,14 |
| 8    | Ilaria Ghisalberti        | Italia    | 1:48,18 |
| 9    | Erika Pykäläinen          | Finlandia | 1:48,28 |
| 10   | Sophie Mathiou            | Italia    | 1:48,32 |

Data: 9 marzo

Partenza: 1 650 m s.l.m.

Arrivo: 1 610 m s.l.m.

Dislivello: 340 m

1ª manche:

Ore: 10.00 (UTC+2)

Porte: 41

Tracciatore: Denis Šteharnik (Slovenia)

2ª manche:

Ore: 13.00 (UTC+2)

Porte: 41

Tracciatore: Nicolas Burtin (Finlandia)

#### Slalom speciale
| Pos. | Atleta                | Nazione     | Tempo   |
| ---- | --------------------- | ----------- | ------- |
| 1    | Sophie Mathiou        | Italia      | 1:40,24 |
| 2    | Moa Boström Müssener  | Svezia      | 1:40,44 |
| 3    | A J Hurt              | Stati Uniti | 1:40,45 |
| 4    | Paulina Schlosser     | Germania    | 1:40,64 |
| 5    | Emma Aicher           | Germania    | 1:40,71 |
| 6    | Zoe Zimmermann        | Stati Uniti | 1:40,74 |
| 7    | Neja Dvornik          | Slovenia    | 1:40,87 |
| 8    | Sara Rask             | Svezia      | 1:40,92 |
| 9    | Bianca Bakke Westhoff | Norvegia    | 1:41,54 |
| 10   | Caitlin McFarlane     | Francia     | 1:41,63 |

Data: 10 marzo

Partenza: 1 810 m s.l.m.

Arrivo: 1 610 m s.l.m.

Dislivello: 200 m

1ª manche:

Ore: 9.00 (UTC+2)

Porte: 64

Tracciatore: Andreas Kollenborg (Norvegia)

2ª manche:

Ore: 11.30 (UTC+2)

Porte: 59

Tracciatore: Michel Lucatelli (Francia)

## Medagliere per nazioni
| Pos. | Nazione     | Oro | Argento | Bronzo | Totale |
| ---- | ----------- | --- | ------- | ------ | ------ |
| 1    | Austria     | 2   | 2       | 2      | 6      |
| 2    | Italia      | 2   | 1       | 0      | 3      |
| 3    | Svezia      | 1   | 1       | 0      | 2      |
| 4    | Stati Uniti | 1   | 0       | 1      | 2      |
| 5    | Norvegia    | 0   | 1       | 1      | 2      |
| 5    | Svizzera    | 0   | 1       | 1      | 2      |
| 7    | Slovenia    | 0   | 0       | 1      | 1      |